# Gonatocerus quadrivittatus
Gonatocerus quadrivittatus är en stekelart som beskrevs av Dozier 1932. Gonatocerus quadrivittatus ingår i släktet Gonatocerus och familjen dvärgsteklar. Inga underarter finns listade i Catalogue of Life.